# قناة بي أف أم
BFM هي قناة تلفزيونية فرنسية أخبارية تبث على مدار 24 ساعة بدأ البث في 28 نوفمبر 2005.
يمكن الوصول إليها مجانا على TNT، التلفزيون الفضائي، التلفزيون الكبلي، IPTV, على شبكة الإنترنت والهواتف المحمولة.